# 黛哲郎
黛 哲郎（まゆずみ てつろう、1936年7月2日 - 1993年7月21日）は、日本の文学・音楽・映画・演劇評論家、元朝日新聞東京本社学芸部編集委員。

## 来歴・人物
神奈川県横浜市出身。東京都立豊多摩高等学校、早稲田大学文学部卒業後、朝日新聞社入社。学芸部に所属し、文学・音楽・映画・演劇に関する評論を執筆した。その後は学芸部編集委員を務めた。
没後、朝日新聞などに掲載された評論を集成した『学芸記者〈哲〉コレクション文学と音楽のあいだ』が河出書房新社より刊行された。
安部公房をはじめ、安岡章太郎、丸谷才一、武満徹、大江健三郎、山崎正和などの作家・作曲家との親交があった。
作曲家の黛敏郎は兄であり、NHKエンタープライズ所属のドラマ番組ディレクターの黛りんたろうは甥である。

## 脚註
1. ↑  黛敏郎の音楽・年譜より